# مقاطعة فيرفيلد (كونيتيكت)
مقاطعة فيرفيلد (بالإنجليزية: Fairfield County, Connecticut)‏ هي إحدى مقاطعات ولاية كونيتيكت في الولايات المتحدة. ، بلغ عدد سكانها 916829 نسمة في عام 2010 حسب إحصاء مكتب تعداد الولايات المتحدة وتصل الكثافة السكانية فيها 565.5 نسمة/كم2.

## أعلام
- دورا ريد غودال
- جيسيكا تاندي
- جاك غولدمان
- إدوارد جاي سانفورد

## وصلات خارجية
- United States Counties

قالب:مقاطعات كونيتيكت